# جایزه بزرگ ابوظبی ۲۰۲۱
جایزه بزرگ ابوظبی ۲۰۲۱ (که به‌طور رسمی با نام فرمول ۱ امارات ایرویز جایزه بزرگ ابوظبی ۲۰۲۱ شناخته می‌شود) یک مسابقه اتومبیل‌رانی فرمول یک است که در تاریخ ۱۲ دسامبر ۲۰۲۱ در پیست یاس مارینا شهر ابوظبی در امارات متحده عربی برگزار می‌شود. این مسابقه بیست و دومین و آخرین دور از مسابقات جهانی فرمول یک ۲۰۲۱ و سیزدهیم دوره جایزه بزرگ ابوظبی است.

## زمینه
این مسابقه در ابتدا قرار بود در تاریخ ۵ دسامبر برگزار شود، اما پس از به تعویق افتادن جایزه بزرگ استرالیا به دلیل دنیاگیری کووید-۱۹، برنامه‌ریزی مجدد شد.

### توسعه مجدد پیست
یاس مارینا به منظور افزایش حداکثر سرعت و فرصت های سبقت، توسعه مجددی را انجام داد که مسیر و زمان دور مورد انتظار را کوتاه کرد. شیکین بعد از پیچ ۴ برداشته شد و پیچ تند ۵ (که قبل از توسعه مجدد پیچ ۷ بود) باز شد. دنباله چهار گوشه پیچ‌ها که پیچ‌های ۱۱ تا ۱۴ بود، به پیچ ۹ تبدیل شد. شعاع پیچ‌های ۱۲ تا ۱۵ (قبلاً ۱۷ تا ۲۰) افزایش یافت تا ماشین‌ها بتوانند سرعت بیشتری داشته باشند، تغییرات در پیچ ۱۵ به‌ این معناست که ماشین‌ها می‌توانند به صورت مسطح در گوشه حرکت کنند.

### جدول رده‌بندی قهرمانی قبل از مسابقه
رقبای عنوان قهرمانی، ماکس فرستاپن (ردبول ریسینگ) و لوئیس همیلتون (مرسدس) هر دو ۳۶۹٫۵ امتیازی هستند و برای اولین بار از سال ۱۹۷۴ و برای دومین بار در تاریخ ورزش، مدعیان قهرمانی با امتیاز برابر در آخرین مسابقه فصل حضور پیدا می‌کنند. قهرمان بخش رانندگان در آخرین مسابقه فصل برای سی‌امین بار و برای اولین بار از سال ۲۰۱۶ مشخص می‌شود. راننده‌ای که بیشترین امتیاز را کسب کند برنده مسابقات قهرمانی خواهد بود. اگر رانندگان امتیاز مساوی کسب کنند-که فقط در صورتی امکان‌پذیر است که هیچ‌کدام در مسابقه امتیازی کسب نکنند، یا اگر یکی نهم شود و دیگری با سریع‌ترین دور دهم شود-فرستاپن قهرمان مسابقات خواهد شد زیرا در مسابقات بیشتری پیروز شده است (نه پیروزی فرستاپن در مقابل هشت پیروزی همیلتون).
در جدول قهرمانی سازندگان، مرسدس با ۵۸۷٫۵ امتیاز و ۲۸ امتیاز بالاتر از ردبول ریسینگ با امتیاز ۵۵۹٫۵، پیشتاز است و فقط ۴۴ امتیاز باقی مانده است. این اولین بار از سال ۲۰۰۸ است که آخرین مسابقه قهرمانی سازندگان را تعیین می‌کند.
در این مسابقه، نگرانی‌هایی مطرح شده است که یکی از رانندگان ممکن است در تلاش برای کسب عنوان قهرمانی، یک برخورد عمدی در مسابقه ایجاد کند. با این حال، مایکل مسی مدیر مسابقات، اظهار داشت که اگر یکی از آنها تصمیم به ایجاد یک تصادف عمدی در تلاش برای مهندسی نتیجه قهرمانی بگیرند، ممکن است فرستاپن یا همیلتون مشمول تحریم‌های بیشتری از سوی فیا شوند. این تحریم‌های بیشتر شامل کسر امتیاز جزئی، محرومیت از برخی مسابقات آینده یا محرومیت از جدول رده‌بندی قهرمانی است (همانطور که برای مایکل شوماخر پس از جایزه بزرگ اروپا در سال ۱۹۹۷ پس از اینکه مشخص شد او عمداً با ژاک ویلنوو برخورد کرده است).

### شرکت کنندگان
رانندگان و تیم‌ها همان لیست ورود به فصل بود و هیچ راننده دیگری برای مسابقه حضور نداشت. جک آیتکن در اولین جلسه تمرینی به جای جورج راسل برای ویلیامز رانندگی کرد.
این جایزه بزرگ آخرین مسابقه در فرمول یک برای راننده آلفارومئو ریسینگ و قهرمان جهان در سال ۲۰۰۷، کیمی رایکونن است که اعلام کرده بود در پایان مسابقات قهرمانی سال ۲۰۲۱ بازنشسته می‌شود و پس از ۱۹ فصل به کار خود در فرمول یک پایان می‌دهد.

### انتخاب تایر
تأمین کننده تایر مسابقات، پیرلی ترکیبات سی۳ هارد، سی۴ مدیوم و سی۵ سافت را برای استفاده در مسابقه اختصاص داد.

## تمرین
این رویداد شامل سه جلسه تمرینی خواهد بود که هر جلسه تمرین یک ساعت طول می‌کشد. دو جلسه تمرین اول قرار است در روز جمعه، ۱۰ دسامبر، به ترتیب ساعت ۱۳:۳۰ و ۱۷:۰۰ به وقت محلی و سومین جلسه تمرینی ۱۱ دسامبر، ساعت ۱۴:۰۰ برگزار می‌شود.
اولین جلسه تمرینی بدون حادثه‌ای و با ثبت سریع‌ترین زمان توسط فرستاپن و پس از آن والتری بوتاس و همیلتون به پایان رسید.

## تعیین خط
تعیین خط ساعت ۱۷:۰۰ به وقت محلی در تاریخ ۱۱ دسامبر برگزار شد.

### رده‌بندی تعیین خط
| جایگاه              | راننده            | شماره | تیم                | زمان‌ها   | زمان‌ها   | زمان‌ها   |
| جایگاه              | راننده            | شماره | تیم                | Q1       | Q2       | Q3       |
| ------------------- | ----------------- | ----- | ------------------ | -------- | -------- | -------- |
| ۱                   | ماکس فرستاپن      | ۳۳    | ردبول ریسینگ-هوندا | ۱:۲۳٫۳۲۲ | ۱:۲۲٫۸۰۰ | ۱:۲۲٫۱۰۹ |
| ۲                   | لوییس همیلتون     | ۴۴    | مرسدس              | ۱:۲۲٫۸۴۵ | ۱:۲۳٫۱۴۵ | ۱:۲۲٫۴۸۰ |
| ۳                   | لاندو نوریس       | ۴     | مک‌لارن-مرسدس       | ۱:۲۳٫۵۵۳ | ۱:۲۳٫۲۵۶ | ۱:۲۲٫۹۳۱ |
| ۴                   | سرجیو پرز         | ۱۱    | ردبول ریسینگ-هوندا | ۱:۲۳٫۳۵۰ | ۱:۲۳٫۱۳۵ | ۱:۲۲٫۹۴۷ |
| ۵                   | کارلوس ساینز      | ۵۵    | فراری              | ۱:۲۳٫۶۲۴ | ۱:۲۳٫۱۷۴ | ۱:۲۲٫۹۹۲ |
| ۶                   | والتری بوتاس      | ۷۷    | مرسدس              | ۱:۲۳٫۱۱۷ | ۱:۲۳٫۲۴۶ | ۱:۲۳٫۰۳۶ |
| ۷                   | شارل لکلرک        | ۱۶    | فراری              | ۱:۲۳٫۴۶۷ | ۱:۲۳٫۲۰۲ | ۱:۲۳٫۱۲۲ |
| ۸                   | یوکی سونودا       | ۲۲    | آلفاتاوری-هوندا    | ۱:۲۳٫۴۲۸ | ۱:۲۳٫۴۰۴ | ۱:۲۳٫۲۲۰ |
| ۹                   | استابان اوکون     | ۳۱    | آلپاین-رنو         | ۱:۲۳٫۷۶۴ | ۱:۲۳٫۴۲۰ | ۱:۲۳٫۳۸۹ |
| ۱۰                  | دنیل ریکیاردو     | ۳     | مک‌لارن-مرسدس       | ۱:۲۳٫۸۲۹ | ۱:۲۳٫۴۴۸ | ۱:۲۳٫۴۰۹ |
| ۱۱                  | فرناندو آلونسو    | ۱۴    | آلپاین-رنو         | ۱:۲۳٫۸۴۶ | ۱:۲۳٫۴۶۰ | —        |
| ۱۲                  | پیر گسلی          | ۱۰    | آلفاتاوری-هوندا    | ۱:۲۳٫۴۸۹ | ۱:۲۴٫۰۴۳ | —        |
| ۱۳                  | لانس استرول       | ۱۸    | استون مارتین-مرسدس | ۱:۲۴٫۰۶۱ | ۱:۲۴٫۰۶۶ | —        |
| ۱۴                  | آنتونیو جوویناتزی | ۹۹    | آلفارومئو-فراری    | ۱:۲۴٫۱۱۸ | ۱:۲۴٫۲۵۱ | —        |
| ۱۵                  | سباستین فتل       | ۵     | استون مارتین-مرسدس | ۱:۲۴٫۲۲۵ | ۱:۲۴٫۳۰۵ | —        |
| ۱۶                  | نیکلاس لطیفی      | ۶     | ویلیامز-مرسدس      | ۱:۲۴٫۳۳۸ | —        | —        |
| ۱۷                  | جورج راسل         | ۶۳    | ویلیامز-مرسدس      | ۱:۲۴٫۴۲۳ | —        | —        |
| ۱۸                  | کیمی رایکونن      | ۷     | آلفارومئو-فراری    | ۱:۲۴٫۷۷۹ | —        | —        |
| ۱۹                  | میک شوماخر        | ۴۷    | هاس-فراری          | ۱:۲۴٫۹۰۶ | —        | —        |
| ۲۰                  | نیکیتا مازپین     | ۹     | هاس-فراری          | ۱:۲۵٫۶۸۵ | —        | —        |
| زمان ۱۰۷٪: ۱:۲۸٫۶۴۴ |                   |       |                    |          |          |          |
| منابع:              |                   |       |                    |          |          |          |

## مسابقه
این مسابقه ساعت ۱۷:۰۰ به وقت محلی، در تاریخ ۱۲ دسامبر آغاز شد.

### اعتراض پس از مسابقه مرسدس و جنجال رویه ماشین ایمنی
مرسدس به دو دلیل به نتیجه مسابقه اعتراض کرد: سبقت گرفتن فرستاپن در پشت خودروی ایمنی، و به این دلیل که معتقد بودند مدیر مسابقه مایکل مسی، رویه درستی را دنبال نکرد و فقط به خودروها اجازه داد مستقیماً در مقابل فرستاپن به او اجازه عبور دهند. با وجود اینکه در ابتدا درخواست ردبول برای انجام این کار را رد کرده بود، در پایان دور ۵۷ مجدداً انجام شد.
هر دو اعتراض پس از ۳ ساعت مشورت پس از مسابقه توسط استوارت‌ها رد شد و فرستاپن رسماً به عنوان قهرمان جهان تأیید شد. مرسدس با استناد به نقض احتمالی ماده ۱۵ قانون ورزشی بین‌المللی و ماده ۱۰ قانون قضایی و انضباطی فیا، قصد خود را برای تجدید نظر به دادگاه بین‌المللی استیناف فیا تسلیم کرده‌است و تیم ۷۲ ساعت پس از پایان مسابقه برای تصمیم گیری در مورد اینکه آیا آنها می خواهند موضوع را بیشتر پیش ببرند یا نه خواهند گرفت.

### واکنش‌های مسابقه
جورج راسل تصمیم پایان مسابقه مایکل ماسی، مدیر مسابقه را "غیرقابل قبول" خواند. لاندو نوریس گفت که تصمیم برای مسابقه دادن دوباره در دور آخر "برای تلویزیون" گرفته شده‌است.

### رده‌بندی مسابقه
| جایگاه                                                              | شماره | راننده            | سازنده             | دور | زمان        | امتیاز |
| ------------------------------------------------------------------- | ----- | ----------------- | ------------------ | --- | ----------- | ------ |
| ۱                                                                   | ۳۳    | ماکس فرستاپن      | ردبول ریسینگ-هوندا | ۵۸  | ۱:۳۰:۱۷٫۳۴۵ | ۲۶۱    |
| ۲                                                                   | ۴۴    | لوییس همیلتون     | مرسدس              | ۵۸  | ۲٫۲۵۶+      | ۱۸     |
| ۳                                                                   | ۵۵    | کارلوس ساینز      | فراری              | ۵۸  | ۵٫۱۷۳+      | ۱۵     |
| ۴                                                                   | ۲۲    | یوکی سونودا       | آلفاتاوری-هوندا    | ۵۸  | ۵٫۶۹۲+      | ۱۲     |
| ۵                                                                   | ۱۰    | پیر گسلی          | آلفاتاوری-هوندا    | ۵۸  | ۶٫۵۳۱+      | ۱۰     |
| ۶                                                                   | ۷۷    | والتری بوتاس      | مرسدس              | ۵۸  | ۷٫۴۶۲+      | ۸      |
| ۷                                                                   | ۴     | لاندو نوریس       | مک‌لارن-مرسدس       | ۵۸  | ۵۹٫۲۰۰+     | ۶      |
| ۸                                                                   | ۱۴    | فرناندو آلونسو    | آلپاین-رنو         | ۵۸  | ۱:۰۱٫۷۰۸+   | ۴      |
| ۹                                                                   | ۳۱    | استابان اوکون     | آلپاین-رنو         | ۵۸  | ۱:۰۴٫۰۲۶+   | ۲      |
| ۱۰                                                                  | ۱۶    | شارل لکلرک        | فراری              | ۵۸  | ۱:۰۶٫۰۵۷+   | ۱      |
| ۱۱                                                                  | ۵     | سباستین فتل       | استون مارتین-مرسدس | ۵۸  | ۱:۰۷٫۵۲۷+   |        |
| ۱۲                                                                  | ۳     | دنیل ریکیاردو     | مک‌لارن-مرسدس       | ۵۷  | +۱ دور      |        |
| ۱۳                                                                  | ۱۸    | لانس استرول       | استون مارتین-مرسدس | ۵۷  | +۱ دور      |        |
| ۱۴                                                                  | ۴۷    | میک شوماخر        | هاس-فراری          | ۵۷  | +۱ دور      |        |
| ۱۵۲                                                                 | ۱۱    | سرجیو پرز         | ردبول ریسینگ-هوندا | ۵۵  | موتور       |        |
| ب.                                                                  | ۶     | نیکلاس لطیفی      | ویلیامز-مرسدس      | ۵۰  | تصادف       |        |
| ب.                                                                  | ۹۹    | آنتونیو جوویناتزی | آلفارومئو-فراری    | ۳۳  | گیربکس      |        |
| ب.                                                                  | ۶۳    | جورج راسل         | ویلیامز-مرسدس      | ۲۶  | گیربکس      |        |
| ب.                                                                  | ۷     | کیمی رایکونن      | آلفارومئو-فراری    | ۲۵  | ترمز        |        |
| سریع‌ترین دور: ماکس فرستاپن (ردبول ریسینگ-هوندا) - ۱:۲۶٫۱۰۳ (دور ۳۹) |       |                   |                    |     |             |        |
| منابع:                                                              |       |                   |                    |     |             |        |

یادداشت‌ها
- ^ ۱ – یک امتیاز برای سریع‌ترین دور.
- ^ ۲ – سرجیو پرز با گذراندن بیش از ۹۰ درصد مسافت مسابقه در رده‌بندی قرار گرفت.

## رده‌بندی قهرمانی پس از مسابقه
جدول رده‌بندی قهرمانی رانندگان
| ت. ج      | جایگاه | راننده        | امتیازات |
| --------- | ------ | ------------- | -------- |
| Unchanged | ۱      | ماکس فرستاپن  | ۳۹۵٫۵    |
| Unchanged | ۲      | لوئیس همیلتون | ۳۸۷٫۵    |
| Unchanged | ۳      | والتری بوتاس  | ۲۲۶      |
| Unchanged | ۴      | سرجیو پرز     | ۱۹۰      |
| ۲         | ۵      | کارلوس ساینز  | ۱۶۴٫۵    |
| منبع:     |        |               |          |

جدول رده‌بندی قهرمانی سازندگان
| ت. ج      | جایگاه | سازنده             | امتیازات |
| --------- | ------ | ------------------ | -------- |
| Unchanged | ۱      | مرسدس              | ۶۱۳٫۵    |
| Unchanged | ۲      | ردبول ریسینگ-هوندا | ۵۸۵٫۵    |
| Unchanged | ۳      | فراری              | ۳۲۳٫۵    |
| Unchanged | ۴      | مک‌لارن-مرسدس       | ۲۷۵      |
| Unchanged | ۵      | آلپاین-رنو         | ۱۵۵      |
| منبع:     |        |                    |          |

- یادداشت: فقط پنج رده برتر برای هر دو مجموعه رده‌بندی قرار داده شده است.